# Bathlahalli, Bangarapet
Bathlahalli là một làng thuộc tehsil Bangarapet, huyện Kolar, bang Karnataka, Ấn Độ.